# Herissantia
Herissantia, manji rod sljezovki iz tropske Južne Amerike i juga Sjedinjenih Država. pripadaju mu pet vrsta, od kojih je najrasprostranjenija H. crispa, koja je introducirana u neke azijske zemlje i Australiju.

## Vrste
1. Herissantia crispa (L.) Brizicky
2. Herissantia dressleri Fryxell
3. Herissantia intermedia (Hassl.) Krapov.
4. Herissantia nemoralis (A.St.-Hil.) Brizicky
5. Herissantia tiubae (K.Schum.) Brizicky